# Uddnäs

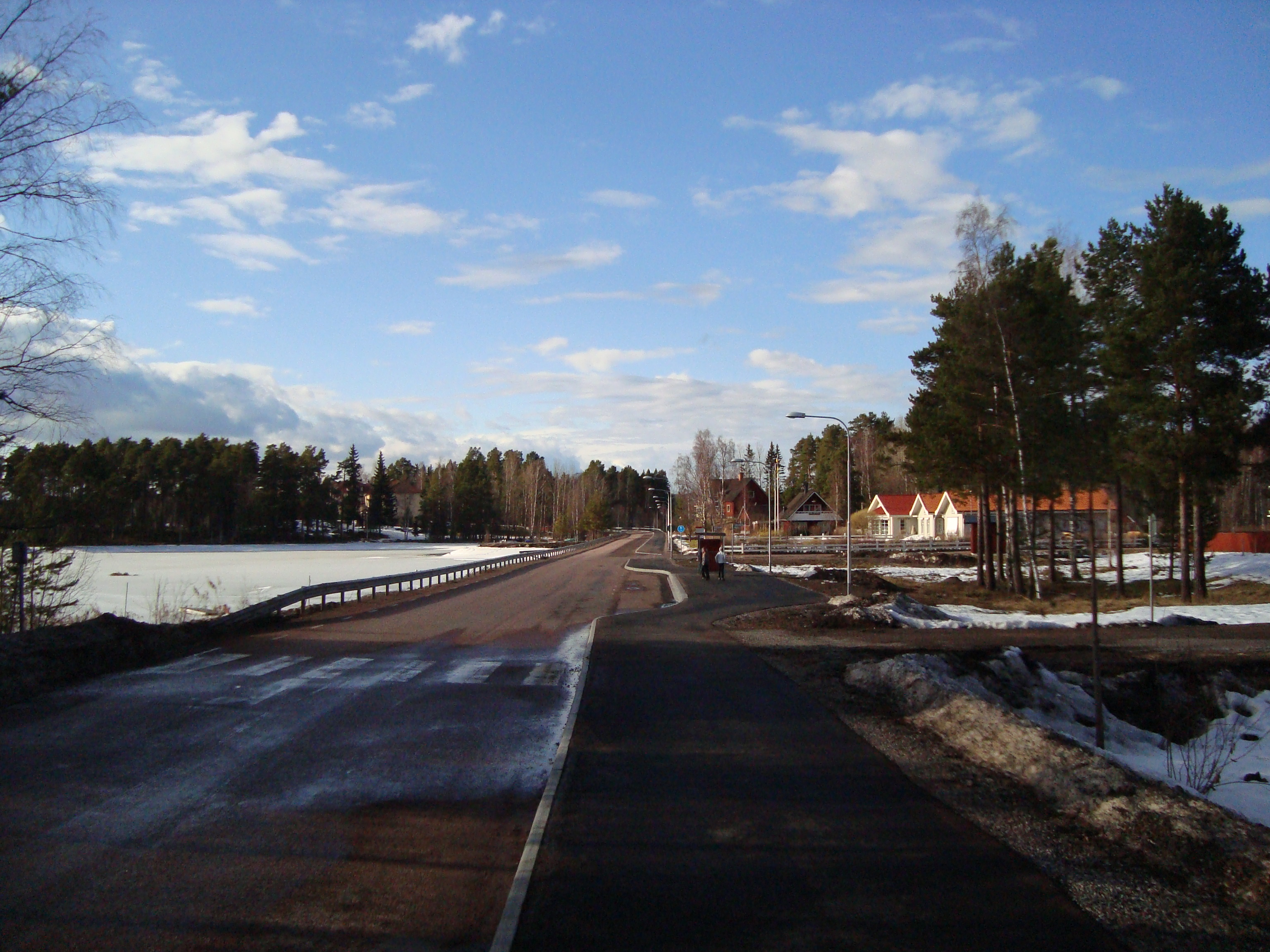
Uddnäs.

Uddnäs är en ytterdel av stadsdelen Hosjö i östligaste Falun. Området består av ett stråk med villabebyggelse av skiftande ålder längs Uddnäsvägen (gamla Hedemoravägen) och intill sjöarna Runn och Karlslundstjärnen. I Uddnäs ligger nunneklostret Birgittagården.